# Omlet
Omlet (fra. omelette) naziv je za jelo od tučenih jaja i mlijeka, katkada s malo brašna, prženo na maslacu ili ulju. Ovo jelo se često nadijeva sa sjeckanom šunkom, sirom, gljivama, povrćem, ribom, itd. 
Da bi se dobila ispravna tekstura, cijela jaja ili samo bjelanjci se ponekad tuku s malo mlijeka, ili čak vode, a da bi se dobili mjehurići vodene pare. Upravo ti mjehurići daju omletu njegovu teksturu. Tradicionalno, omlet se peče na jednoj strani i ne okreće se kod pečenja.